# Государственный музей Сталина
Музей Иосифа Сталина в Гори — исторический музей в Грузии, посвящённый жизни самого известного уроженца города — Иосифа Виссарионовича Сталина, ставшего главой советского правительства и фактически руководившего Советским Союзом с 1925 по 1953 год.

## История
Открыт в 1937 году в историческом мемориальной доме, где отцом Сталина была арендована жилплощадь и устроена мастерская. Первоначально этот дом располагался в ряду подобных же домов, но позднее они были снесены. 
В 1951 году был возведён основной корпус в стиле сталинской архитектуры, первоначально предназначавшийся для организации музея истории социализма. 
Музей был закрыт в 1989 году, в период обострения межнациональных отношений, но затем вновь открыт. 
После конфликта в Южной Осетии, 24 сентября 2008 года министр культуры Грузии Николоз Вачеишвили объявил, что музей Сталина в ближайшее время будет преобразован в Музей русской агрессии. У входа был установлен плакат с надписью: «Этот музей является фальсификацией истории. Это типичный пример советской пропаганды, и он пытается узаконить самый кровавый режим в истории».  Однако, в 2017 году этот плакат был удален. 20 декабря 2012 года муниципальное собрание Гори проголосовало за прекращение планов по изменению содержания музея.

## Описание
Музей имеет три отдела, все они расположены в центральном районе города. Главный корпус — большое палаццо в сталинистском готическом стиле, строительство которого начато в 1951 году как местного музея истории.
В экспозиции много вещей, фактически или предположительно принадлежащих Сталину, включая часть мебели из его рабочих кабинетов, и подарков. Также представлено большое количество иллюстраций, картин, документов, фотографий и газетных статей. Показ экспозиции заканчивается одной из двенадцати копий посмертной маски Сталина.
Перед главным музеем — дом, в котором Сталин родился и провёл первые четыре года жизни.
В музее представлен личный железнодорожный салон-вагон Сталина. Вагон использовался им с 1941 года, в том числе для поездок на Тегеранскую и Ялтинскую конференции. Он был передан музею Северо-Кавказской железной дорогой в 1985 году.
Среди картин в коллекции музея находятся два полотна на тему на тему увлечения Иосифом Джугашвили поэзией в юности: «Сосо Джугашвили с Ильёй Чавчавадзе в редакции газеты „Иверия“» народного художника СССР, лауреата Сталинской премии Второй степени Учи Джапаридзе и «Сосо Джугашвили с товарищами на Горийской крепости. 1892 г.» кисти художника Петра Алваридзе.

## Иллюстрации

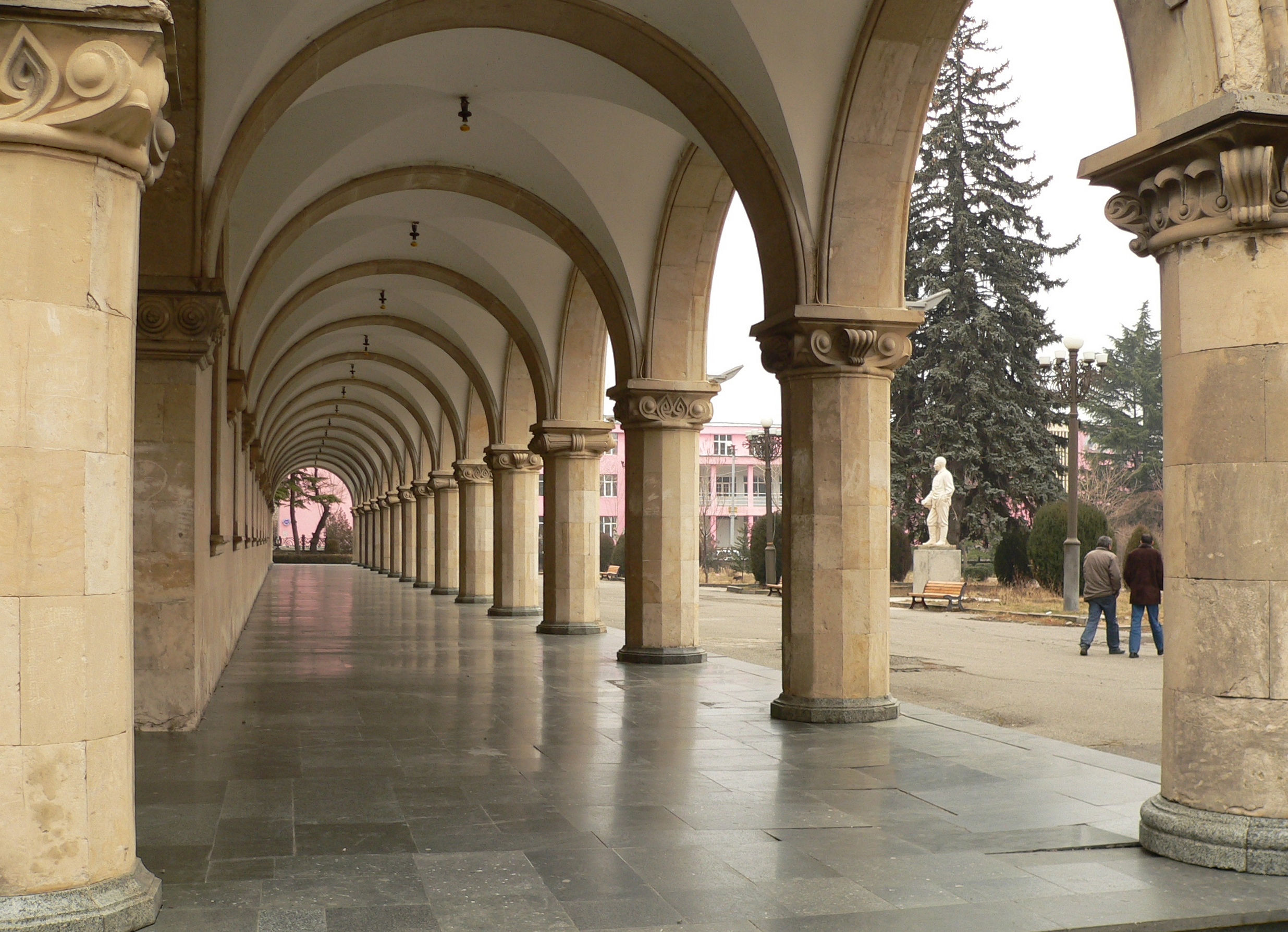
Аркада главного корпуса дома-музея
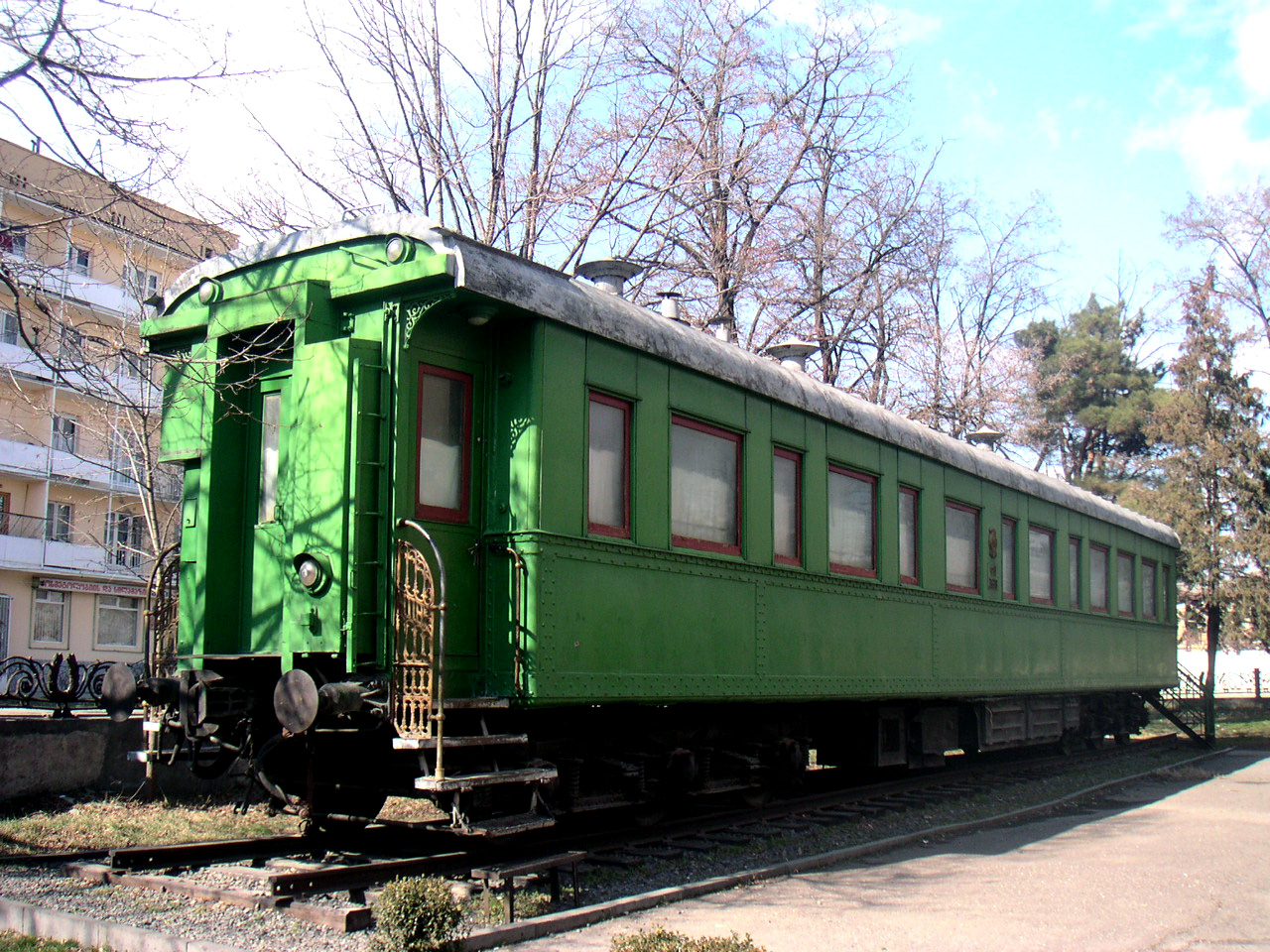
Вагон Сталина
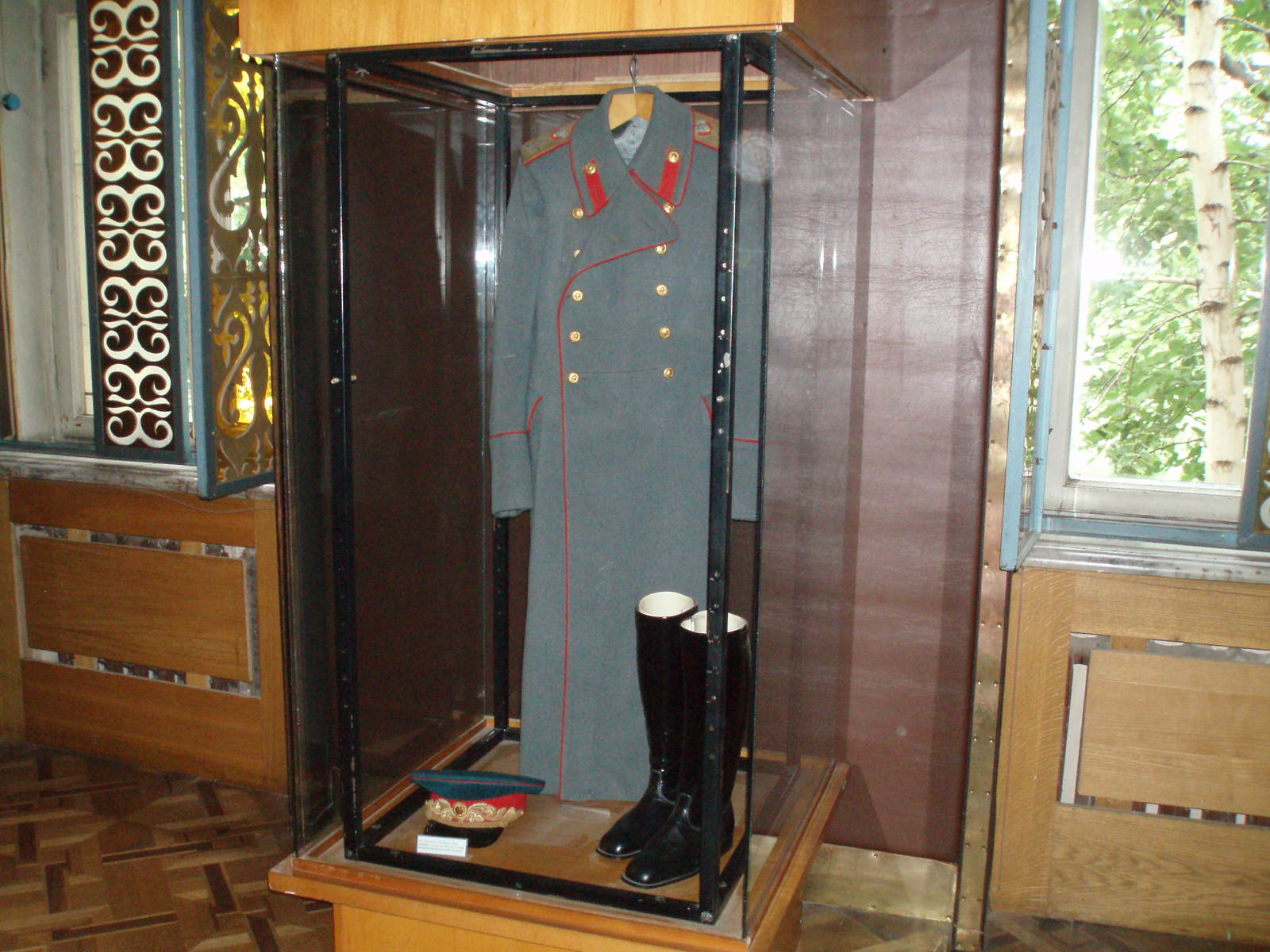
Шинель, сапоги и фуражка Сталина
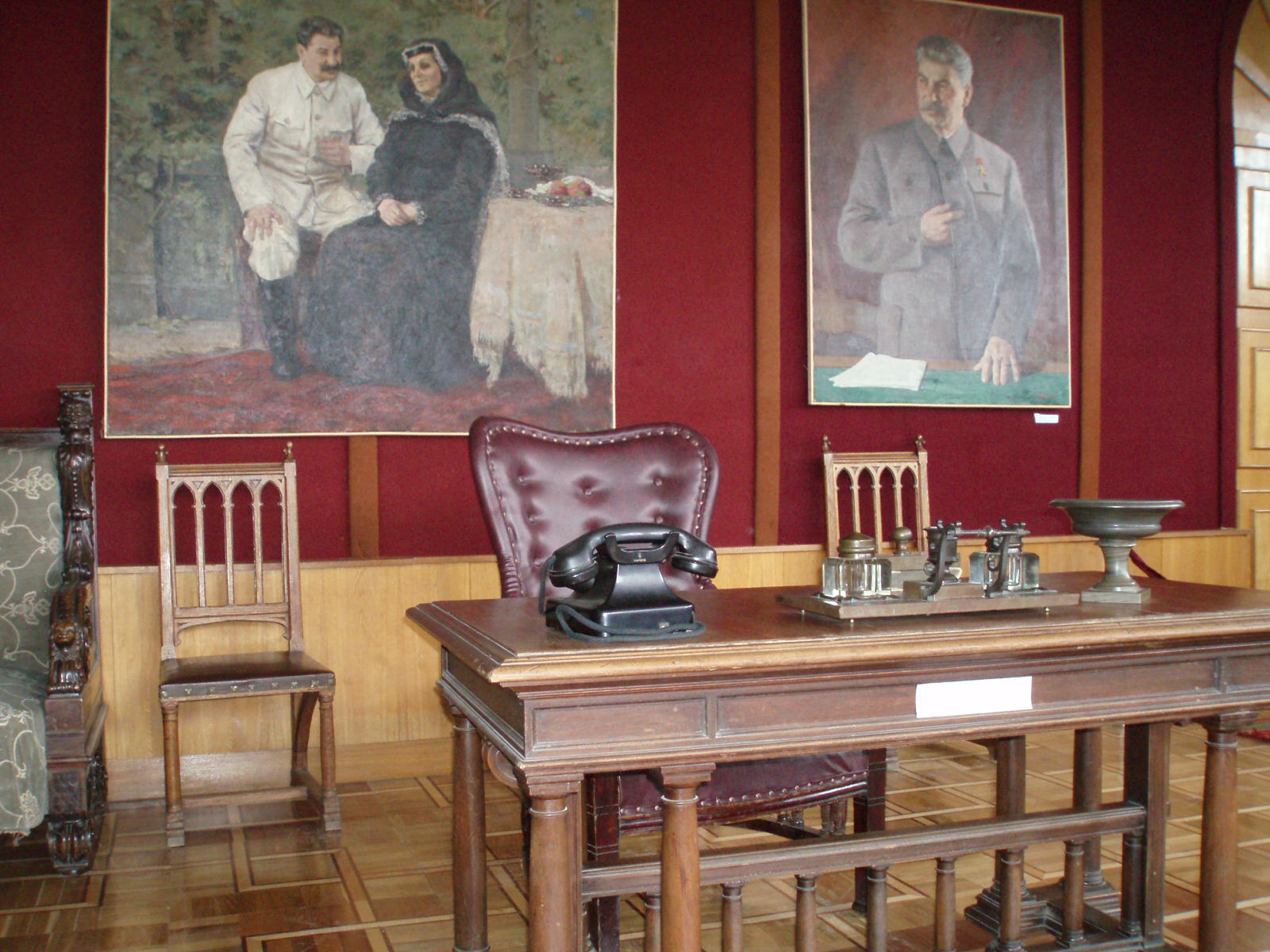
Кабинет Иосифа Сталина
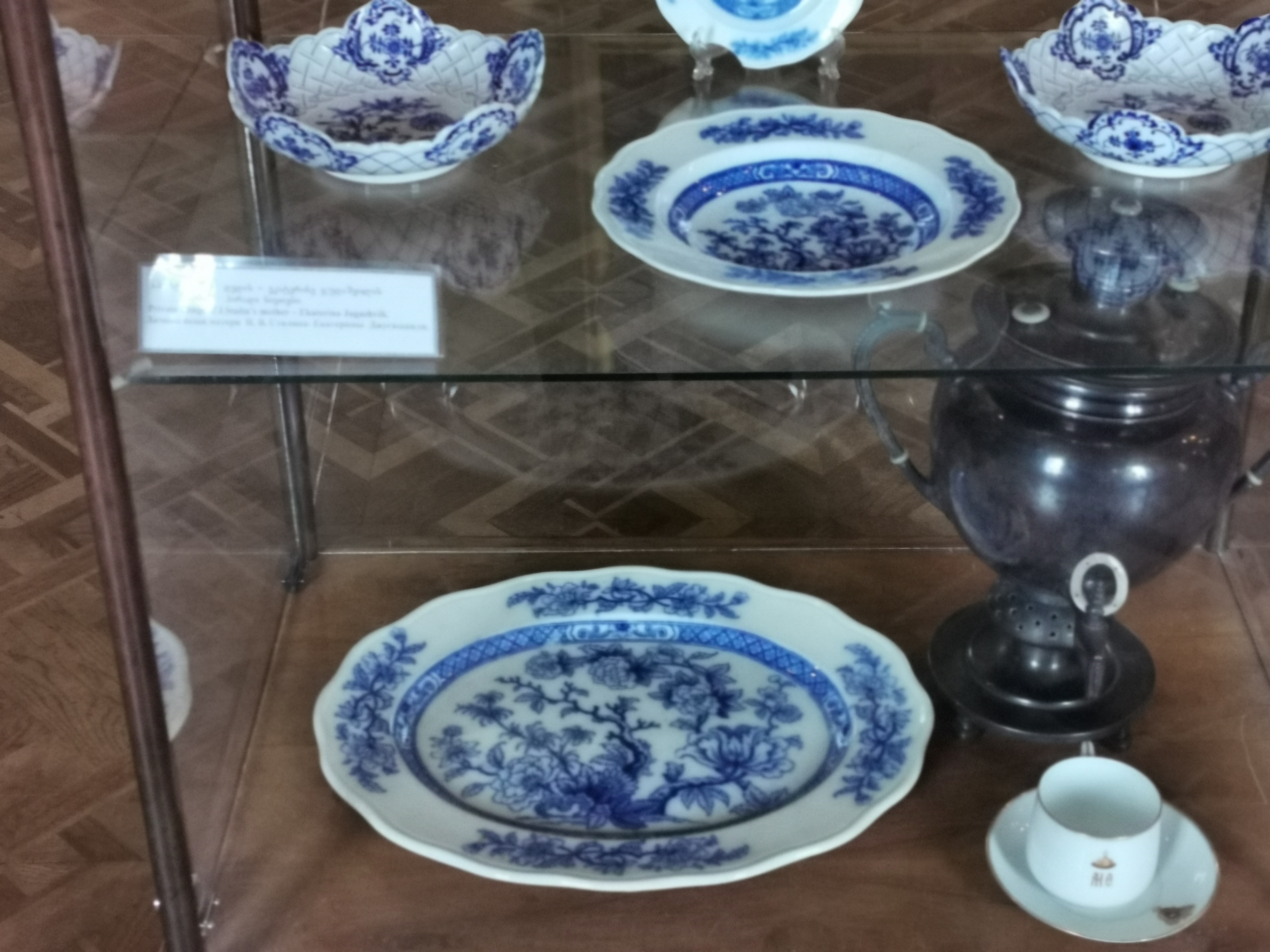
Фарфоровые тарелки подаренные Сталину
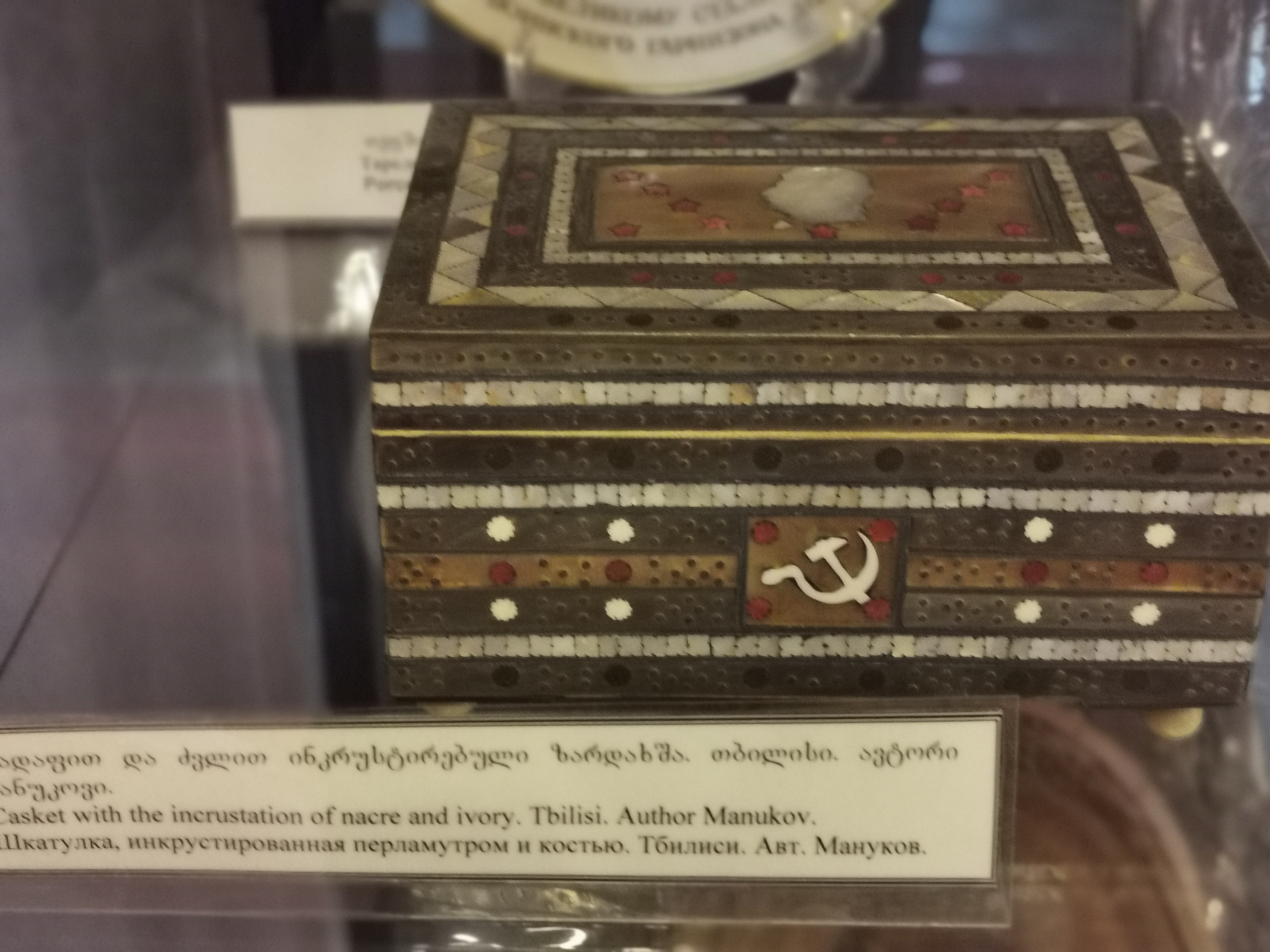
Шкатулка подаренная И.В.Сталину в день его 70-летия
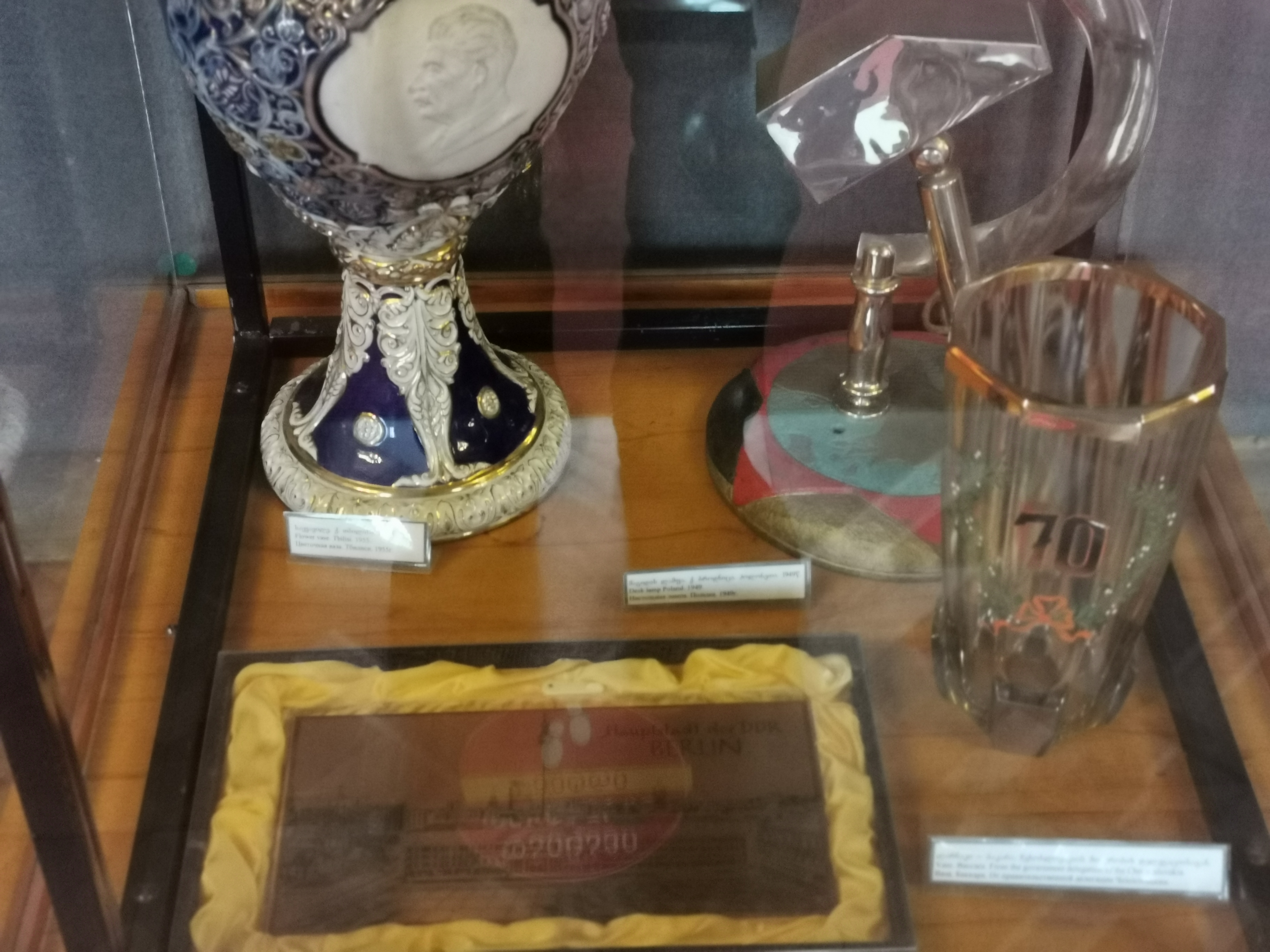
Бокалы и другие предметы из подарков И.В.Сталину
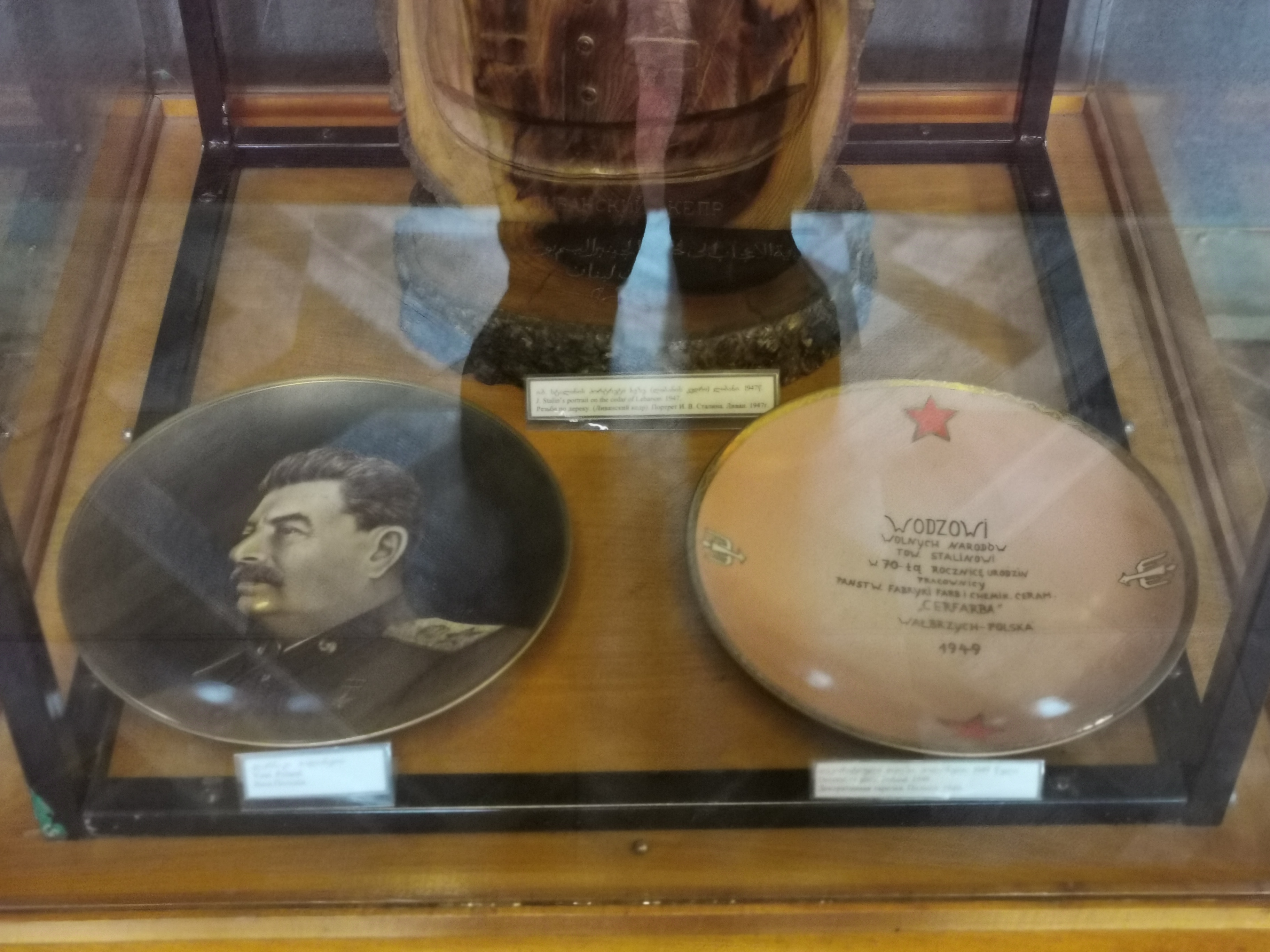
Тарелка с изображением И.Сталина
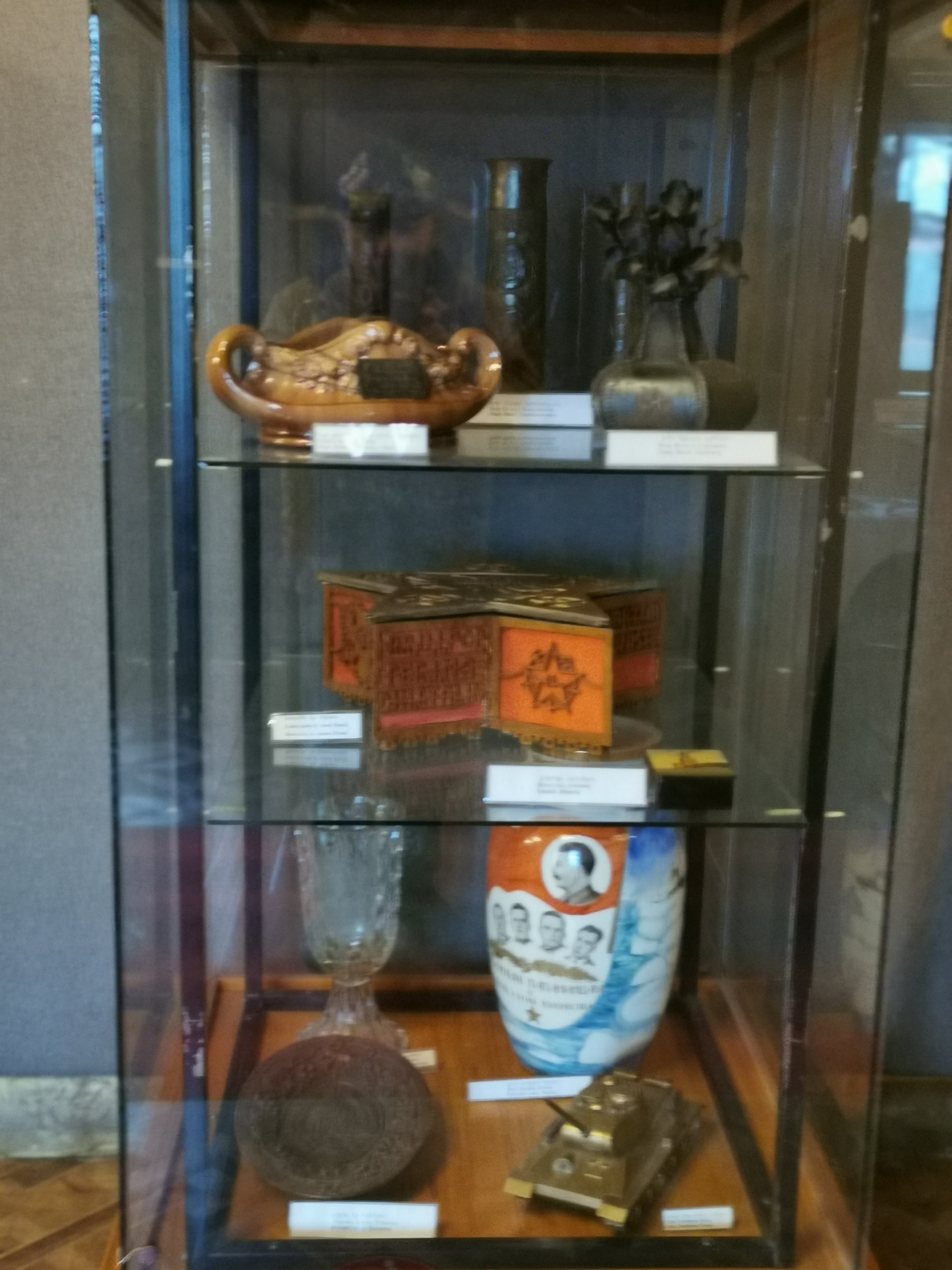
Сувениры и другие предметы прикладного искусства подаренные Сталину